# 仁者黃飛鴻
《仁者黃飛鴻》（英文：The Kung Fu Master Wong Fei Hung）2008年中國電視劇，是以黃飛鴻的事蹟作為题材，由北京福缘视线影视文化有限公司和东阳福马影视制作有限公司承製发行。集數為33集。此劇于2008年12月24日在中央電視台電視劇頻道首播。

## 剧情内容
黃飛鴻(張衛健飾)，黃麒英的兒子，不但功夫好，且為人俠義為懷，在「寶芝林」贈醫施藥，譽滿廣東。
當地另一武館館主洪霸妒忌他，邀請高手仇千丈(釋行宇飾)來粵，要在醒獅大會上痛擊飛鴻。果然，在醒獅大會上，飛鴻與徒弟林世榮(林子聰飾)，梁寬(鄭曉東飾)，牙擦蘇(張嘉倫飾)等，遭到仇千丈及洪霸的伏擊；幸好得師叔蘇乞兒（王晶飾）之助，終擊敗仇千丈而奪標。洪霸把仇千丈及其患了重病的妻兒趕走，飛鴻相助千丈，不料陰差陽錯，無法醫好仇妻兒的病。他們死後，仇千丈極度哀傷，竟遷怒于飛鴻，發誓有生之年，非擊敗黃飛鴻不可。
黃麒英早為飛鴻說定，與方家留洋學醫、剛剛歸國的大小姐芷樺（陳煒飾）的親事。芷樺私下往醒獅大會看看飛鴻的盧山真面目，怎知當時舞獅頭的是林世榮，芷樺誤會了他便是飛鴻，也顧不了父母反對，即逃往香港。
黃麒英命飛鴻帶眾徒往香港開設寶芝林分館。飛鴻師徒到達香港後，幾經艱苦才得到香港富商周炳(李國華飾)的幫助，開設了寶芝林分館。此時卻來了個日本武痴，武田秀一（吳慶哲飾），向飛鴻挑戰。他的妹妹武田靜香（小王晶飾）柔情似水，對飛鴻一見鍾情，飛鴻亦對她大有好感。二人感情慢慢滋長，卻因她是日人，飛鴻備受壓力......
飛鴻徒弟也在香港各自遇到另一半，展開感情。林世榮在街市內遇上賣菜蓮，牙擦蘇邂逅了芷樺的丫頭哨牙珍，至於梁寬，卻與美麗的小偷──小雲雀成了一對歡喜冤家，漸生情愫。
飛鴻終和秀一較量。勝負未分之際，仇千丈出現了，並學會了失傳已久的鐵頭功，乘飛鴻和秀一惡鬥之時，予飛鴻千鈞一擊。飛鴻實時暈倒，到他醒來時，卻失憶了。林世榮、梁寬等出盡辦法醫治飛鴻，都失敗了。反而，芷樺因醫治飛鴻，日日相處，兩人真真正正的墜入了愛河。
這時，昔日被飛鴻打敗的敵人統統乘人之危，要置「寶芝林」於死地，尤其是外表英俊，應對得體，其實陰險、毒辣的小人周繼祖。他為了奪取叔叔周炳的家財，先用慢性毒藥毒死周炳唯一的親生兒子，然後把使自己過繼給周炳。豈料，此時竟發現飛鴻的徒弟梁寬，原來是周炳多年前失散了的私生子，周炳還更改遺囑，打算將全部財產留給梁寬，令繼祖咬牙切齒。但飛鴻失憶後，繼祖再無顧忌，勾結日本駐香港領事山本，將「寶芝林」趕盡殺絕。同時，周炳被繼祖設計害死，並竄改遺囑，獨吞了周家的遺產。梁寬母子被趕出周家，幸得小雲雀不離不棄，一雙小情侶患難見真情，終結為夫婦。
在芷樺的悉心照料下，飛鴻終於恢復了記憶，但在他被繼祖及山本陷害入獄時，靜香曾犧牲自己，救出飛鴻。靜香雖不求回報，但飛鴻不能負義，他決定與靜香結婚，放棄芷樺。芷樺傷感，但也無怨言。
一夜，山本突然派人請靜香前往日本領使館。原來，秀一揭發了山本私下販賣軍火的罪行，卻被山本捉住，但秀一較早前已將山本的犯罪證據交給靜香。山本便是利用秀一逼靜香交出犯罪證據。為了拯救胞兄，靜香隻身犯險，結果兄妹二人同遭毒手。但靜香卻沒把犯罪證據交出，反而藏在領使館裡，山本翻天覆地也找不到。
靜香死後，飛鴻茶飯不思，有如行屍走肉，一眾徒弟愛莫能助。周繼祖得勢不饒人，收回寶芝林的地鋪，令黃飛鴻師徒等人無處容身。此時，梁寬發現父親是繼祖暗中毒殺的，為了報仇，他不惜投靠山本。山本軟禁了小雲雀，要寬當眾挑戰黃飛鴻。梁寬無奈就範，結果出人意外，飛鴻竟然在眾目睽睽之下被梁寬擊倒，從此聲名一落千丈......
為了刺激飛鴻重新做人及暗中調查繼祖害死周炳的罪證，芷樺不惜答應繼祖的求婚。就在繼祖迎娶芷樺的當天，飛鴻及時趕到，揭穿了繼祖的真面目，繼祖終於伏法。
原來，梁寬的背叛，也是飛鴻一手策劃的，讓梁寬接近山本，尋找其犯罪證據。山本也知道，不剷除飛鴻等人，就永無寧日。所以他也從日本請來忍術高手，準備與飛鴻等決一死戰。
這一場正義與邪惡之戰，飛鴻絕不能輸......

## 播出時間
| 頻道   | 所在地   | 播映日期       | 播出時間                        | 備註                |
| ------ | -------- | -------------- | ------------------------------- | ------------------- |
| CCTV-8 | 中国大陆 | 2008年12月24日 |                                 | 仁者黃飛鴻          |
| NOW26  | 泰國     | 2015年10月24日 | 每个星期六和星期日16:00 - 17:00 | หวงเฟยหง ยอดพยัคฆ์กังฟู |

## 主要角色
- 張衛健 飾 黃飛鴻
- 陳　煒 飾 方芷樺
- 林子聰 飾 豬肉榮
- 張嘉倫 飾 牙擦蘇
- 文頌嫻 飾 小雲雀
- 鄭曉東 飾 梁寬
- 劉　東 飾 凌雲佳
- 王　晶 飾 蘇乞兒
- 董志華 飾 黃麒英
- 孔　琳 飾 娥姨
- 小王晶 飾 武田靜香
- 吳慶哲 飾 武田秀一

## 职员列表
- 出品人：陈华、朱彤、铁佛
- 总策划：汪国辉、袁志远、曹刚
- 總監製：傅思、陳莊
- 策划：卢亮
- 监制：段未名、杨跃雄
- 摄像：古惑仔、张震东
- 美术：虞易禧
- 原创音乐：王邦
- 剪辑：郑伟明
- 照明：鲁海鹏、南基哲
- 主演：張衛健（香港）、文頌嫻（香港）、鄭曉東、陳煒（香港）、孔琳、林子聰（香港）
- 友情出演：王晶（香港）
- 责任编辑：李伟
- 责任制片人：李长江
- 制片人：张怀强
- 总制片人：黄海涛、铁佛
- 總導演：王晶（香港）
- 动作导演：潘健君
- 导演：邓衍成、刘子富、刘国辉
- 联合出品：中央电视台文艺中心影视部、四川广播电视集团、四川电视台电视剧制作中心、北京福缘视线影视文化有限公司
- 承制发行：北京福缘视线影视文化有限公司、东阳福马影视制作有限公司